# Bartłomiej Wróbel
Bartłomiej Wróbel (ur. 12 sierpnia 1977 w Gdyni) – polski hokeista, trener.
Jego młodszy brat Marek Wróbel także został hokeistą.

## Kariera
- SMS I Sosnowiec (1995–1996)
- Stoczniowiec Gdańsk (1996–2010)
  -  Chicago Freeze (1997–1998)
  -  Mohawk Valley Prowlers (1998–1999)
- Mad Dogs Sopot (obecnie)

Wychowanek i wieloletni zawodnik Stoczniowca Gdańsk. Absolwent NLO SMS PZHL Sosnowiec z 1996. W ostatnich trzech sezonach kapitan drużyny Stoczniowca. We wrześniu 2010 zakończył zawodową karierę zawodniczą. Później podjął występy w amatorskich rozgrywkach II ligi w barwach drużyny Mad Dogs Sopot.
W barwach reprezentacji Polski wystąpił na turniejach Zimowej Uniwersjady w 1997, 2001.
Został twórcą i trenerem Hokejowego Uczniowskiego Klubu Sportowego „Niedźwiadki” w Gdyni. Został selekcjonerem reprezentacji polski w hokeju na rolkach. Jako grający trener reprezentacji Polski uczestniczył w turniej hokeja na rolkach podczas World Games 2017.